# Heidi Wernerus-Neumann
Heidi Wernerus-Neumann (ur. 23 stycznia 1947 w Wolfshagen im Harz, zm. 24 sierpnia 2011 w Paderborn) – niemiecka działaczka społeczna i samorządowa.

## Życiorys

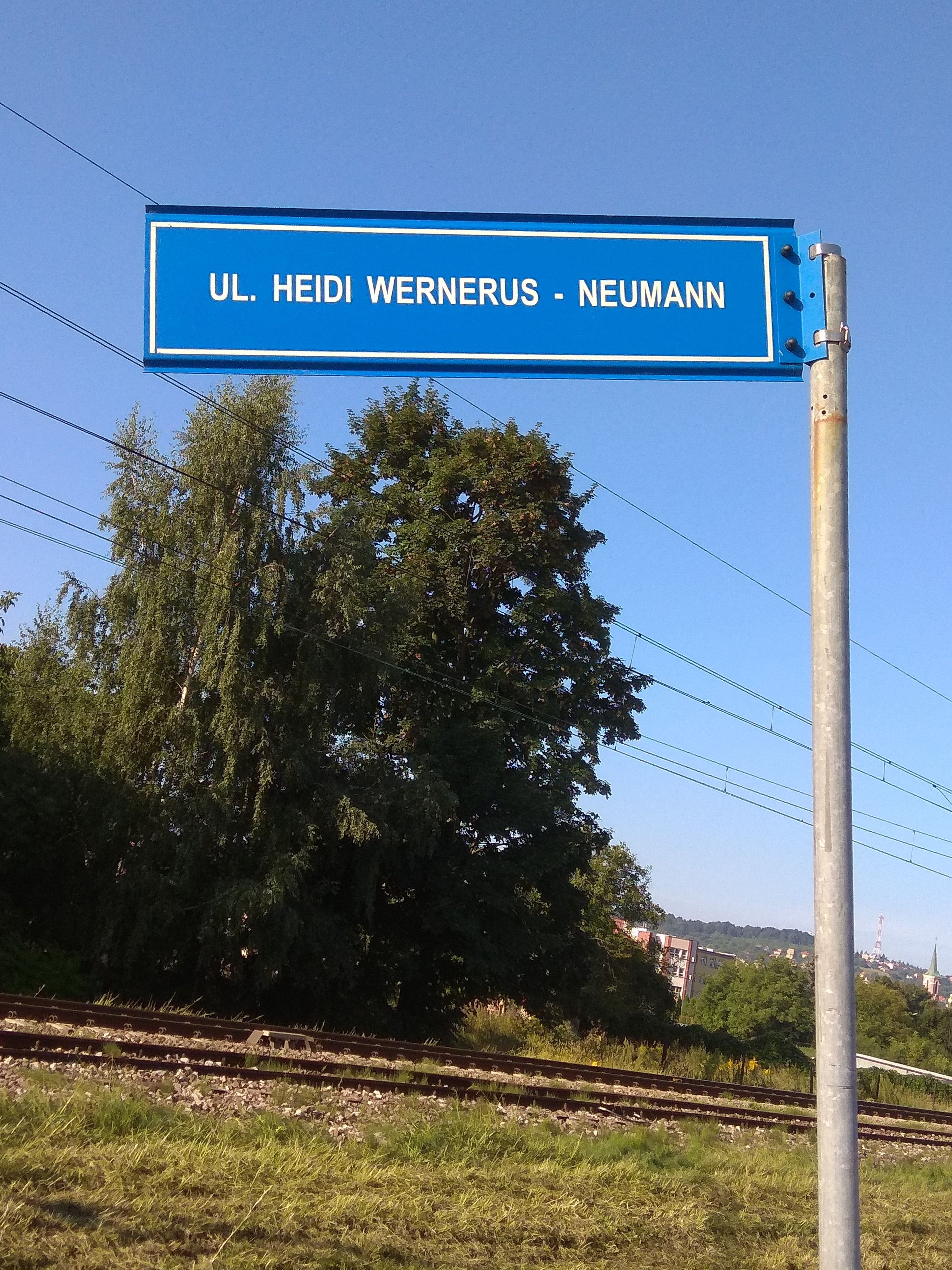
Drogowskaz uliczny w Przemyślu

W latach 1991–1994 radna i przewodnicząca Partii Liberałów w Paderborn. W 1992 roku była jedną z inicjatorek nawiązania współpracy pomiędzy miastami Paderborn w Niemczech i Przemyślem. W 1994 roku założyła Towarzystwo Przyjaciół Przemyśl – Paderborn. Przez wiele lat wspierała działalność przemyskiego Ośrodka Rehabilitacyjno-Edukacyjno-Wychowawczego Polskiego Stowarzyszenia na Rzecz Osób z Upośledzeniem Umysłowym. Organizowała liczne akcje na rzecz osób niepełnosprawnych i ubogich.
Pośredniczyła w nawiązywaniu kontaktów pomiędzy instytucjami, stowarzyszeniami i osobami z Paderborn i Przemyśla. Pośredniczyła także w poszukiwaniu miejsc zatrudnienia dla osób chcących pracować jako au-pair, czyli opiekunki do dzieci. Prowadziła działania na rzecz zbliżenia Niemców i Polaków, tworzenia w Niemczech pozytywnego obrazu Polski, propagowania polskiej kultury i zwyczajów, wymiany młodzieży.
W 1997 roku Rada Miejska w Przemyślu nadała p. Heidi Wernerus-Neuman tytuł Honorowego Obywatela Miasta Przemyśla.
W 2009 roku została odznaczona przez prezydenta RP Lecha Kaczyńskiego Krzyżem Oficerskim Orderu Zasługi Rzeczypospolitej.
15 czerwca 2013 jej imieniem nazwano jedną z ulic w Przemyślu.